# Holzgau
Holzgau es una localidad del distrito de Reutte, en el estado de Tirol, Austria, con una población estimada a principio del año 2018 de 412 habitantes. 
Se encuentra ubicada al noroeste del estado, al oeste de la ciudad de Innsbruck —la capital del estado— y cerca de las montañas alpinas de Wetterstein y Tannheim, y de la frontera con Alemania (estado de Baviera).